# Giuseppe Graffigna
Giuseppe Graffigna (Portovenere, 1545 – ...) è stato un corsaro italiano.

## Biografia
Nato a Portovenere, colonia genovese e base di corsari, giovanissimo s’imbarca per combattere le incursioni barbaresche ottomane sulle coste del Tirreno.
Si dedica alla guerra di corsa nella Marina del Granducato di Toscana, ma naufragato in una tempesta è fatto prigioniero dai turchi e condannato alla schiavitù del remo in una loro galea.
Liberato dagli spagnoli che catturano la galea su cui è prigioniero, ritorna alla sua attività di marinaio della flotta toscana dell’Ordine di Santo Stefano.
Nel 1605 riceve il comando della galea Livornina. In questa occasione consegue la più celebre delle sue vittoria nelle acque della Corsica dove cattura tre brigantini turchi.
Il 16 settembre 1608, con altre galee toscane unitesi alla flotta genovese, sempre al comando della Livornina svolge un ruolo importante nella battaglia contro la flotta ottomana e nella presa di Bona.
Dagli annalisti suoi contemporanei è descritto come uomo affezionato alla sua famiglia, alla quale fa spesso ritorno a Porto Venere, e come persona di modi gentili, tanto da essere soprannominato il Cardinalino.
Conclude la sua carriera di uomo di mare come Capitano della flotta pontificia.
Muore in circostanze misteriose in data sconosciuta. Le sue spoglie nel 1620 vengono riportate a Porto Venere dall’ammiraglio Francesco Centurione e tumulate nella Chiesa di San Lorenzo.